# TV Homburg

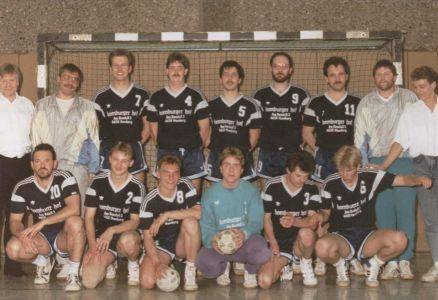
Aufstiegs-Team 1989 in die Saarliga

Der Turnverein Homburg 1878 e. V., kurz TV Homburg, ist ein saarländischer Mehrspartensportverein aus Homburg im Saarpfalz-Kreis. Die Männermannschaft des TV-H spielte mehrere Jahre in der 3. Liga (Handball).

## Geschichte
Der 1878 gegründete TV Homburg ist ein Sportverein der neben Handball auch die Sportarten Leichtathletik, Faustball, Turnen, Badminton, Cheerleading, Freizeitsport, Fechten, Rückenschule, Gymnastik und Resilienztraining anbietet.

## Handball
Die 1903 gegründete Handballabteilung des TV-H spielte zunächst Großfeldhandball, ehe sie dann in den 50er Jahren auch auf Hallenhandball umstellte. Von 2015/16 bis 2017/18 gab es für kurze Zeit eine Spielgemeinschaft mit dem SSV Erbach und dem HSV Waldmohr als HWE Homburg/Saar. In der Zeit gewann die SG die Saarländische Meisterschaft und konnte sich über die Aufstiegsspiele für die Oberliga Rheinland-Pfalz/Saar (4. Liga) qualifizieren. Nach dem Aufstieg wurde die SG wieder aufgelöst und der TV Homburg bekam das Startrecht für die neue Liga. Die größten Erfolge der TV-Handballer waren Meisterschaften in der viertklassigen Oberliga, der Regionalliga Südwest und der zweimalige Aufstieg in die 3. Liga, der sie auch in der Saison 2025/26 angehört. Die Männer des TV konnten sich 2023 für die Teilnahme am DHB-Amateur-Pokal qualifizieren.
Die Handballabteilung des TV Homburg nimmt mit drei Männermannschaften und neun Nachwuchsmannschaften am Spielbetrieb des Handballverbandes Saar (HVS) teil.

## Erfolge
- Aufstieg in die 3. Liga 2023, 2025
- Meister Regionalliga Südwest 2025
- Meister Oberliga RPS (4. Liga) 2023
- Vizemeister Oberliga RPS 2022
- Aufstieg in die Oberliga RPS 2007, 2020
- DHB-Amateurpokal 2023
- Aufstieg in die Oberliga (1. Liga/Großfeld) 1963
- Saarländischer Meister (Großfeld) 1963

Als HWE Homburg/Saar
- Aufstieg in die Oberliga RPS (4. Liga) 2018
- Saarlandmeister 2018
- Aufstieg in die Saarlandliga 2017

## Spielerpersönlichkeiten
- Patrick Schulz
- Yves Kunkel
- Aliaksandr Shamkuts, Handballtrainer